# Basco-islandais
Le basco-islandais était un pidgin parlé au XVIIe siècle par des pêcheurs et baleiniers basques et une partie de la population de l'Islande, dans les fjords de l'Ouest à Vestfirðir. Dans ce pidgin est aussi à noter l'influence du français et de l'anglais, mais c'est principalement le résultat de la coexistence et d'échanges entre les pêcheurs de différents pays dans les eaux de l'océan Atlantique nord.

## Histoire
Pour survivre, les Basques furent les premiers à chasser les baleines dans le golfe de Gascogne[réf. souhaitée]. Le premier document écrit date de 670 et parle de la vente de 40 pots d'huile de baleines au nord de la France par des Basques venus du Labourd.
La première fois que l'on note l'activité maritime en Atlantique nord des Basques est daté de 1412. Les Islandais notèrent la présence d’une vingtaine de baleinières basques situées à 500 milles à l'ouest de Grundarfjörður.
On présume que les Basques faisaient déjà depuis quelques décennies de la pêche à la baleine une activité commerciale dans ces eaux. La chasse à la baleine était une activité très lucrative, et une ressource qui semblait inépuisable. De nombreux ports se construisent au XIIIe siècle dont l'ancien port de pêche à la baleine de Getaria, fondé en 1204, ou le port de Lekeitio. Cependant, dans ce dernier, on parle déjà en 1334 d'un déclin de la baleine ce qui oblige Alphonse XI de Castille à déclarer 5 années de moratoire sur la pêche afin de laisser se renouveler les stocks. Il faut donc suivre les baleines et aller chercher ailleurs.
Au XVe siècle, les Basques viennent régulièrement pêcher la baleine et la morue au Canada, dont, l'Islande et le Groenland sont des passages obligés. Au moins neuf avant-postes de pêche étaient établis au Labrador et à Terre-Neuve et le plus grand établissement était à Red Bay avec environ 900 personnes.
Les relations entre Islandais et les baleiniers basques n'ont pas toujours été pacifiques. Il y a un épisode sanglant lié à leur présence quand environ 50 marins basques sous le commandement du capitaine de Pedro de Aguirre, Esteban de Tellería et Martín de Villafranca sont assassinés pour des raisons un peu obscures. Ces événements ont eu lieu dans les Fjords de l'ouest (Vestfirðir), entre 1615-1616, après le naufrage de trois bateaux baleiniers.

## Recherche
En 1907, Jón Helgason attire l'attention de Christianus Cornelius Uhlenbeck, un expert en langue basque de l'université de Leyde sur la découverte de deux glossaires. Son étudiant universitaire, Gerardus Nicolas Hendricus Deen, décide de voyager en 1927 au Pays basque pour collaborer avec Julio Urquijo sur la recherche de sa thèse de doctorat.
Un glossaire basque de l'île apparait donc pour la première fois dans un livre publié en latin à Amsterdam en 1937. L'auteur de l'ouvrage est le philologue Gerardus Nicolas Hendricus Deen, devenu linguiste à La Haye, et qui présente sa thèse de doctorat, intitulée Glossaria duo Vasco-Islandica, à l'Université de Leyde.
La thèse, sous la direction de F. Muller, a été écrite en latin et a été éditée dans la même langue plus tard dans la même année. C'est un petit travail de 135 pages. La reconnaissance du livre a été éclipsée par deux guerres que sont la guerre civile espagnole (1936-1939), et la Seconde Guerre mondiale, qui allait bientôt éclater. Toutefois, la thèse de Deen aurait presque certainement été plus largement reconnue si l'auteur avait décidé de publier dans une langue moderne au lieu du latin.

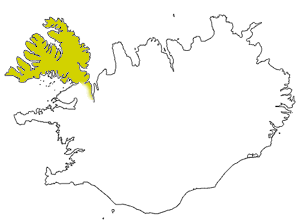
Vestfirðir (Les fjords de l'Ouest) est l'une des huit régions de l'Islande.

## Contenu du manuscrit
Ce manuscrit d'un grand intérêt, datant du XVIIe siècle, est conservé dans la Bibliothèque Arnamagnaeana de l'université de Copenhague. Il contient deux glossaires, le premier de 16 pages avec 517 mots, et un second de 10 pages avec 228 mots. Soit un total de 745 mots[réf. nécessaire] dans les deux langues.
Il est documenté en deux glossaires trouvés autour de 1920 par Jón Helgason, : Vocabula gallica ("mots français") et  Vocabula biſcaïca ("Mots biscayen").
Dans le manuscrit, se trouvent des mots d'usage courant, ainsi que d'autres mots caractéristiques de l'activité de la chasse à la baleine et de son environnement. Selon les enquêtes qui ont été menées sur les auteurs, ce seraient deux personnes impliquées dans ces affaires et des contacts personnels entre les baleiniers basques et la population locale.
Le vocabulaire a été fortement basé sur un dialecte basque qu'est le Labourdin, mais également dans un pidgin atlantique avec des influences romanes (Français-espagnol) et de l'anglais.

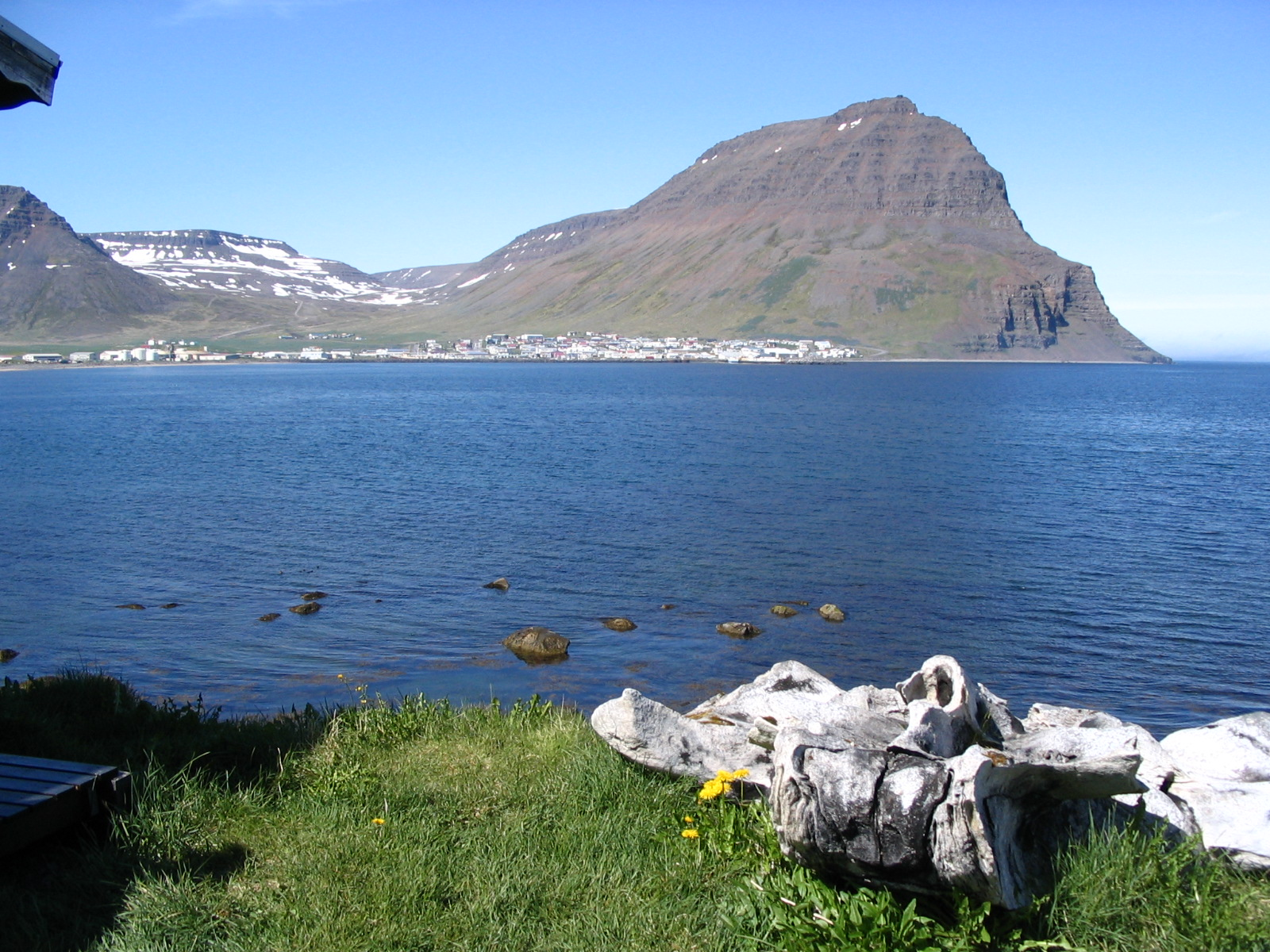
Vue de Bolungarvík.

Le thème de travail était focalisé sur deux vocabulaires pris de manuscrits rédigés en Islande à la fin du XVIIe siècle et du début du XVIIIe siècle, accompagnée d'un commentaire et d'une traduction. Les manuscrits avaient été portés à la connaissance par Deen Christianus Uhlenbeck Cornelius (1866-1951), célèbre expert en études basques et professeur à l'Université de Leiden. Deen se rendit au Pays basque en 1927 pour étudier les manuscrits. En effet, le travail réalisé concerne une étude orthographique et une autre phonétique. Le livre se termine par une reproduction détaillée des deux vocabulaires.
À la fin du prologue, après avoir exprimé ses remerciements à Julio Urquijo, Deen a écrit ces paroles : « Utinam renascatur pulchrius ac fortius Vasconia et bona cum pace iamiam vivat Hispania » « Laissez-nous l'espoir que le Pays basque revienne à la vie, plus fort et plus beau que jamais, et nous espérons que l'Espagne pourra bientôt vivre en paix ! ».
Deen a publié ces vocabulaires en quatre colonnes : basque / islandais / allemand / espagnol.
Il est surprenant que la thèse ne soit pas dans la riche bibliothèque et d'archives d'Urquijo (en raison de la non communication en temps de guerre ou en raison d'un vol ?) ...
Ce livre a été trouvé grâce au Dr Angel Irigaray et une longue enquête des employés de la Bibliothèque de la province du Guipuscoa.
Les manuscrits ont été renvoyés en Islande en 1986, mais l'un d'entre eux a été perdu.

## Exemples

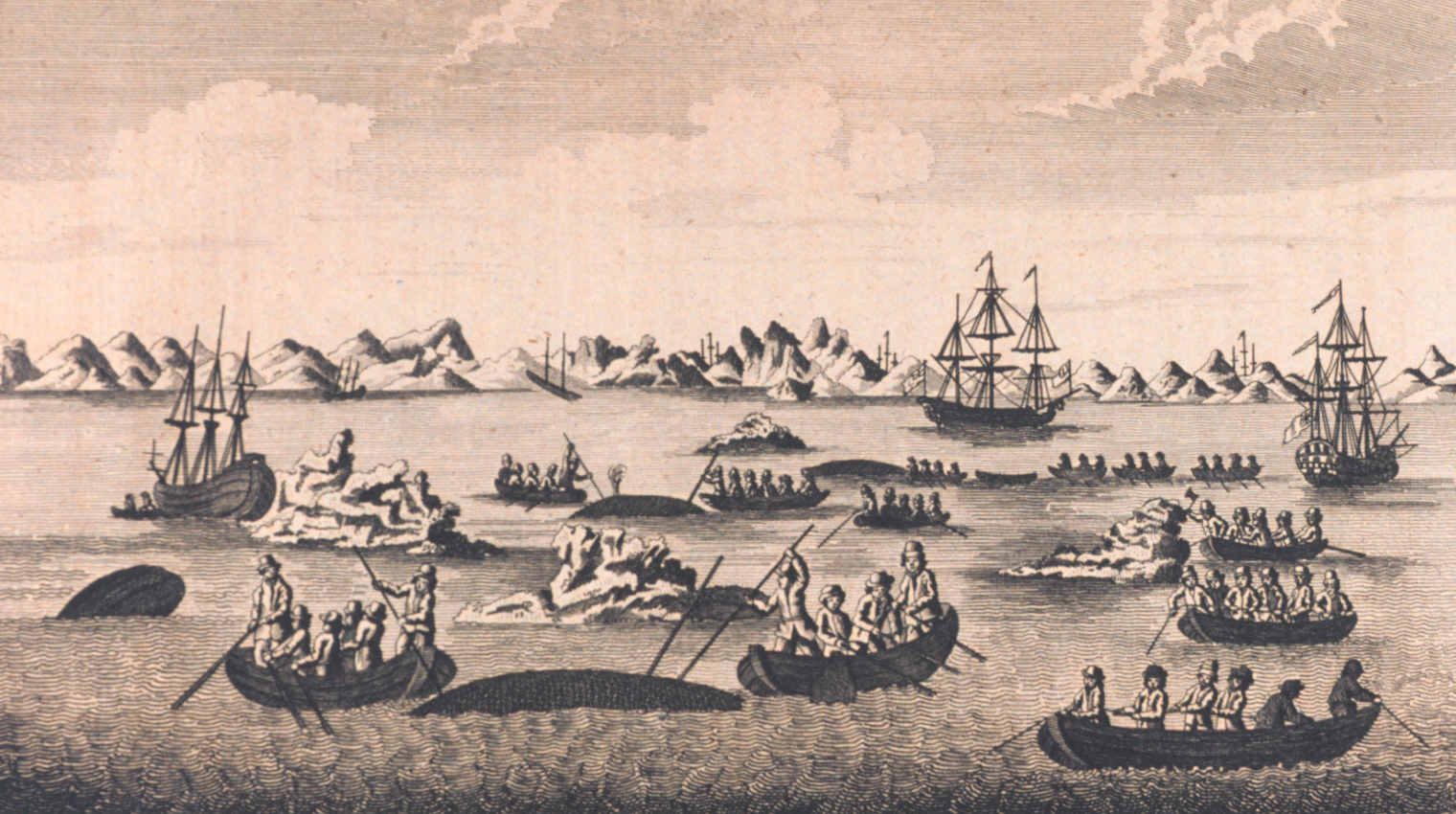
Baleiniers en 1790.

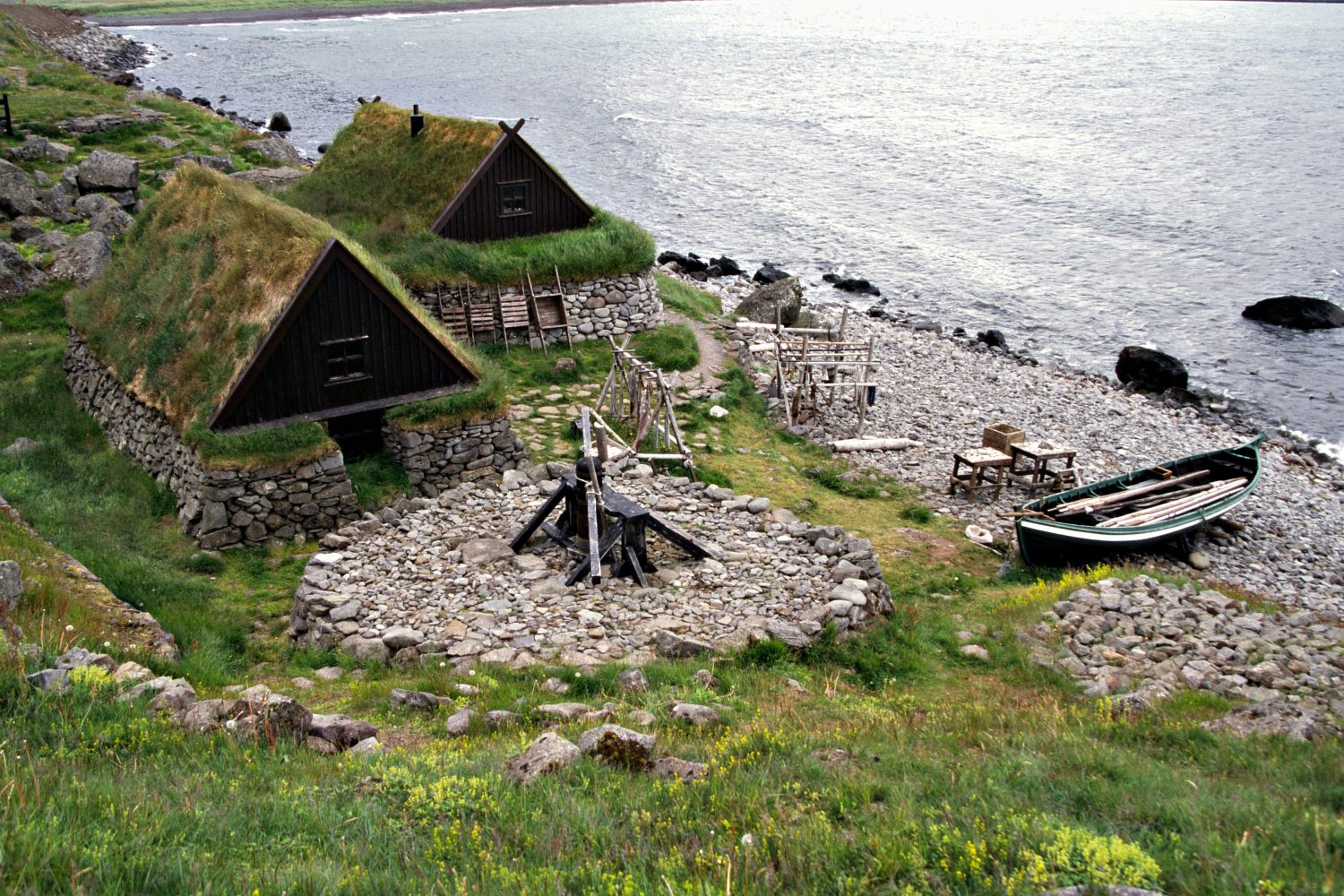
Le musée d'un poste de pêche à Bolungarvík. On peut présumer, en cet endroit, des rencontres entre Basques et Islandais.

(janvier 2023).
| Euskara-islandiera (Basco-islandais) | Euskara      | Islandais      | Français       |
| ------------------------------------ | ------------ | -------------- | -------------- |
| Gessurtia                            | Gezurtia     | Sträkur        | Menteur        |
| Satto                                | Zatoz        | Kom pu         | Viens          |
| Nescagastia                          | Neska gaztea | Ögift kona     | Jeune fille    |
| Ez tacit                             | Ez dakit     | Eg veit echi   | Je ne sais pas |
| Suas camporat                        | Zoaz kanpora | Fardu frä mier | Va-t'en        |
| Gekiseite                            | Jaiki zaitez | Fardu ä faetur | Debout         |

| Basco-islandais | Basque     | Espagnol  | Français  |
| --------------- | ---------- | --------- | --------- |
| sua             | sua        | fuego     | le feu    |
| harria          | harria     | piedra    | pierre    |
| eskora          | aizkora    | acha      | hache     |
| kanavita        | ganibeta   | cuchillo  | couteau   |
| schularua       | eskularrua | guante    | gant      |
| unat            | hunat!     | ven aqui! | venez ici |
| lingva          | mihi       | lengua    | langue    |
| trucka          | trukatu    | trocar    | troquer   |

### Phrases

Blason de Guéthary, village du Labourd.

Blason d'Hendaye avec une baleine.

- Basco-islandais ⇒ Christ Maria preseta for mi balia, for mi presenta for ju bustana.
- Basque ⇒ Kristok eta Maria balea bat emango balidate isatza emango nizuke nik.
- Espagnol ⇒ Si Cristo y Maria me dan una ballena yo te dare la cola.
- Français ⇒ Si le Christ et Marie me donnent une baleine, je vous donnerai la queue.

- Basco-islandais ⇒ Presenta for mi berrua usnia eta berria bura.
- Basque ⇒ Emaidazu esne beroa eta burra berria.
- Islandais ⇒ Gefdu mier heita miölk og nyt smiòr.
- Français ⇒ Donne-moi du lait chaud et du beurre frais.
- Anglais ⇒ Give me hot milk and fresh butter.

- Basco-islandais ⇒ For ju mala gissuna.
- Basque ⇒ Gizon gaiztoa zara.
- Espagnol ⇒ Eres un hombre malo.
- Français ⇒ Vous êtes un mauvais homme.

- Basco-islandais ⇒ Zer travala for ju
- Basque ⇒ Zer egiten duzu?
- Espagnol ⇒ ¿En qué trabajas?
- Français ⇒ Que faites-vous ?

- Basco-islandais ⇒ Sumbatt galsardia for?
- Basque ⇒ Zenbat galtzerdigatik?
- Espagnol ⇒ ¿Por cuántas medias/calcetines?
- Français ⇒ Combien pour les chaussettes ?

- Basco-islandais ⇒ Ungetorre
- Basque ⇒ Ongi etorri
- Espagnol ⇒ Bienvenidos
- Français ⇒ Bienvenue
- Anglais ⇒ Welcome